# Simon Vuyk
Simon Vuyk (15 maart 1932) is een Nederlands theoloog, (voormalig) remonstrants predikant, politicus en republikein en dr. in de kerk- en cultuurgeschiedenis. Sinds 1992 is hij werkzaam als historicus, gespecialiseerd in de Verlichting, in het bijzonder remonstranten e.a. in de Bataafse Republiek.

## Biografie
Hij studeerde theologie, conflictpsychologie en geschiedenis in Leiden en aan het Institut für Europeaïsche Geschichte in Mainz (1951-1960), was remonstrants predikant te Oosterbeek en studentenpredikant aan de Landbouwhogeschool Wageningen (1960-1968), columnist voor de VPRO-radio (1963-1973) en directeur van de Volkshogeschool Overcinge te Havelte (1968-1981), met als nevenfunctie statenlid van de PvdA-fractie in de Provinciale Staten van Drenthe (1974-1982). Hij werd vervolgens directeur van het orthopedagogisch centrum De Marke voor zeer moeilijk inpasbare jeugd (1981-1992) te Rekken, deel van de Rekkense Inrichtingen (later: Van Ouwenaller Vereniging). In 1995 promoveerde Simon Vuyk aan de Universiteit Leiden met "De Verdraagzame Gemeente van Vrije Christenen. Remonstranten op de Bres voor de Bataafse Republiek (1780-1800)".

## Trivia
Simon Vuyk geeft sinds 2008 een tijdschrift uit "Uit de letterlievende fuik/De nieuwe letterlievende fuik" dat jaarlijks verschijnt.
Nevenfuncties o.a.: voorzitter Vrijzinnige Christelijke Studenten Bond (1955/1956); Dagelijks bestuurslid Drents Genootschap, Culturele Raad (1970-1980), voorzitter politieke werkgroep COC-Twente;
Mede-oprichter van de kinder- en jeugdpsychiatrische klinieken te Almelo en Zwolle
Simon Vuyk is actief in diverse groepen, zoals werkgroep Latijn te Deventer, en gaf/geeft lessen Nederlands voor asielzoekers te Eibergen en Deventer.

## Boeken
- De Verdraagzame Gemeente van Vrije Christenen. Remonstranten op de Bres voor de Bataafse Republiek (1780-1800), uitgeverij De Bataafsche Leeuw (Amsterdam, 1995). Dissertatie op 23-10-1995.
- Uitdovende Verlichting. Remonstranten als deftige vaderlanders (1800-1860), uitgeverij De Bataafsche Leeuw (Amsterdam, 1998)
- Verlichte verzen en kolommen. Remonstranten in de letterkunde en tijdschriften van de verlichting (1720-1820), uitgeverij De Bataafsche Leeuw (Amsterdam, 2000)
- De Dronken Arminiaanse Dominee. Over de Schaduwzijde der Verlichte Remonstranten, uitgeverij De Bataafsche Leeuw (Amsterdam, 2002)
- Jacob Kantelaar, veelzijdig verlicht verliezer 1759-1821, uitgeverij Waanders (Zwolle, 2005)
- Ik heb het groote doel van mijner aardse bestemming bereikt. De brieven van de student Marten Martens (1794-1798) en zijn leven als doopsgezind predikant, schoolopziener, vertaler en dichter in Friesland (1798-1852), uitgeverij Verloren (Hilversum, 2005). Co-auteur: S.P. Martens.
- Pleidooien voor verdraagzaamheid - Boudewijn van Rees en Cornelius Rogge over de vrijheid van godsdienst (1789), (Bibliotheca Dissentiorum Neerlandicorum red. J. Gruppelaar), uitgeverij University Press (Amsterdam, 2010)
- Het einde der Remonstranten, Armenius als mythe. Vrijheid en verdraagzaamheid bij de remonstranten als probleem, uitgeverij Kok (Kampen, 2012)
- Jan Konijnenburg, visioen van vrijheid, Memoire sur la Liberté des Cultes (1827), en Proeve van eenen Verhandeling over den Slaavenhandel (1790), uitgeverij Verloren (Hilversum, 2013)
- De Arminiaanse vredeskerk, Redevoeringen van Jacobus Arminius (1606) en Simon Episcopius (1618), uitgeverij Verloren (Hilversum, 2015)[2]
- De geboorte van de verlichte predikant. Cultuuroverdracht en preken van remonstranten 1700-1800, uitgeverij De Bataafsche Leeuw (Amsterdam, 2018)

## Artikelen
- 'Niederländische Reminiszenzen' in: Areopag, Politisches literarisches Forum (Deutschland und seine Nachbarn) 4. Jahrgang (3), 1969, 209-213.
- 'De warme vriendschap van Elisabeth Bekker en Agatha Deken' in: H.J. Adriaanse red., Voorbeeldige vriendschap, vrienden en vriendinnen in theologie en cultuur (Groningen 1993), 67-73.
- 'De Brief van 1796 en de uitdovende Verlichting' in: E.H. Cossee/H.D. Tjalsma red., Remonstranten en de Verlichting. Vlugschrift 14 (Utrecht 1997) 25-38.
- 'Berichte über Hugo Grotius' in: Gottfried Edel (Hg), Weltkultur, Auf dem Wege zur Weltgesellschaft (Mainz, 1997), 153-169.
- 'Pieter van Woensel op het seminarium der remonstranten te Amsterdam', in: Mededelingen van de stichting Jacob Campo Weijerman (1999) 3, 37-54.
- 'Jan Hendrik Fortmeijer', 'Gerrit Hesselink', 'Rinse Klaasz. Koopmans', 'Jacob Kantelaar', 'Isaac Molenaar', 'Nicolaus Swart' in: Biographisch Lexicon Geschiedenis Nederlands Protestantisme, deel 5 (Kampen, 2001).
- 'De wending naar de toekomst. Over de remonstranten en hun begrip van toekomst in de achttiende eeuw' in: E.H. Cossee/H.D. Tjalsma red., Toekomstverwachting bij de remonstranten door de eeuwen heen (Utrecht, 2002), 15-28.
- 'Twee vrouwen over vaderland en voorzieningheid. Lucretia Wilhelmina van der Werken (1734-na 1796) in: De Achttiende Euew, documentatieblad van de werkgroep achttiende eeuw (2002), 1, 33-48.
- 'De opleiding tot predikant aan het seminarium der remonstranten in de eeuw van de Verlichting (1712-1825)' in: P.J. Knegtmans/P. van Rooden red., Theologen in ondertal. Godgeleerdheid, godsdienstwetenschap, het Athenaeum Illustre en de Universiteit van Amsterdam (Zoetermeer 2003) 57-82.
- 'Drie remonstrantse predikanten als broodschrijvers' in: Mededelingen van de stichting Jacob Campo Weijerman (2004) 2, 90-102.
- 'Konijnenburgs lofrede over Betje Wolff en Aagje Deken' in: P. Altena/M. Everard red., Onbreekbare burgerharten. De Historie van Betje Wolff en Aagje Deken (Nijmegen 2004) 52-58.
- 'Dumbar gevangen! De internering van Gerhard Dumbar uit Deventer in 1798 op slot Honselaarsdijk' in: Overijsselse Historische Beijdragen studk 120 (Zwolle 2005) 129-159.
- 'Wat is dit anders dan om met onze eigen hand deze gruwelen te plegen? Remonstrantse en doopsgezinde protesten tegen slavenhandel en slavernij in het laatste decennium van de achttiende eeuw' in: Doopsgezinde Bijdragen, nieuwe reeks 32 (2006) 171-206.
- 'Een opmerkelijk opstel van Rhijnvis Feith over de vaderlandse identiteit' in: Overijsselse Historische Bijdragen stuk 121 (Zwolle 2006) 87-108.
- 'Nicolaas Schotsman', 'Arnoldus Abraham Stuart' in: BLNGP, deel 6 (Kampen 2006).
- 'Pleidooien voor de scheiding van Kerk en Staat. Teylers Godgeleerd Genootschap en de prijsvraag van 1795' in: E.G.E. van der Wall en L. Wessels red., Een veelzijdige verstandhouding. Religie en Verlichting in Nederland 1650-1850 (Nijmegen 2007)377-389.
- 'De politicus en dichter dr. Gerhard David Jordens (1734-1803)' in: Deventer Jaarboek no. 21 (2007) 36-53.
- 'De Republikein van Jan Konijnenburg (febr. 1795-aug. 1797)' in: Pieter van Wissing red., Stookschriften, pers en politiek tussen 1780 en 1800 (Nijmegen 2008) 217-230.
- 'De letterkundige reflectie van Jan Konijnenburg tussen 1813-1827' in: De Achttiende Eeuw 40 (2008) 2, 45-58.
- 'Herinneringen aan Tony de Ridder' in: Arnhem de genoeglijkste. Arnhems Historisch Genootschap Prodesse Conamur (2009) 2, 83-88. Herhaling met andere illustraties in: Schoutambt en heerlijkheid (Stichting heemkunde Renkum) 25 (2011) 3, 19-26.
- 'De teloorgang van de eerste remonstrantse gemeente van Vlaardingen (1632-1806). De patriot Cornelius Rogge preekt voor de laatste Arminianen aan de Kuiperstraat (1785)' in: Historisch Jaarboek Vlaardingen 33 (2009) 42-55.
- 'Georg Foster in Amsterdam (april 1790)' in: Georg Forster, Het vuur nog geenszins gedoofd. Een reis door de Lage Landen in 1790. Vertaling G.Janzen; ed. Uitgever Cossee (Amsterdam 2010) 206-218. [eerste versie: Nieuw Letterkundig Magazijn 25 (2007) 25-33.
- 'Het Saturdaghs Kroegpraatje van Jan Verveer' in: P. van Wissing/R. van Vliet red., Satirische tijdschriften van de achttiende eeuw, uitgeverij Van Tilt (Nijmegen 2012)
- 'Pareau contra Konijnenburg over de mythen in de bijbel' in: E.G.E. van der Wall, L. Wessels en J.W. Buisman red., Religie en Verlichting II, uitgeverij Van Tilt (Nijmegen 2012)
- 'Jan Konijnenburgs colleges over de kosmologie' in: E.G.E. van der Wall, L. Wessels en J.W. Buisman red., Religie en Verlichting II, uitgeverij Van Tilt (Nijmegen 2012)
- 'Een opmerkelijk concert in café Concordia te Oosterbeek (1907) in: Schoutambt en heerlijkheid (Stichting Heemkunde Renkum).

Lemmata in  het Biografisch Lexicon Protestantse godgeleerden in Nederland (BLPGN) en in de Encyclopedie Nederlandstalige tijdschriften vóór 1800.

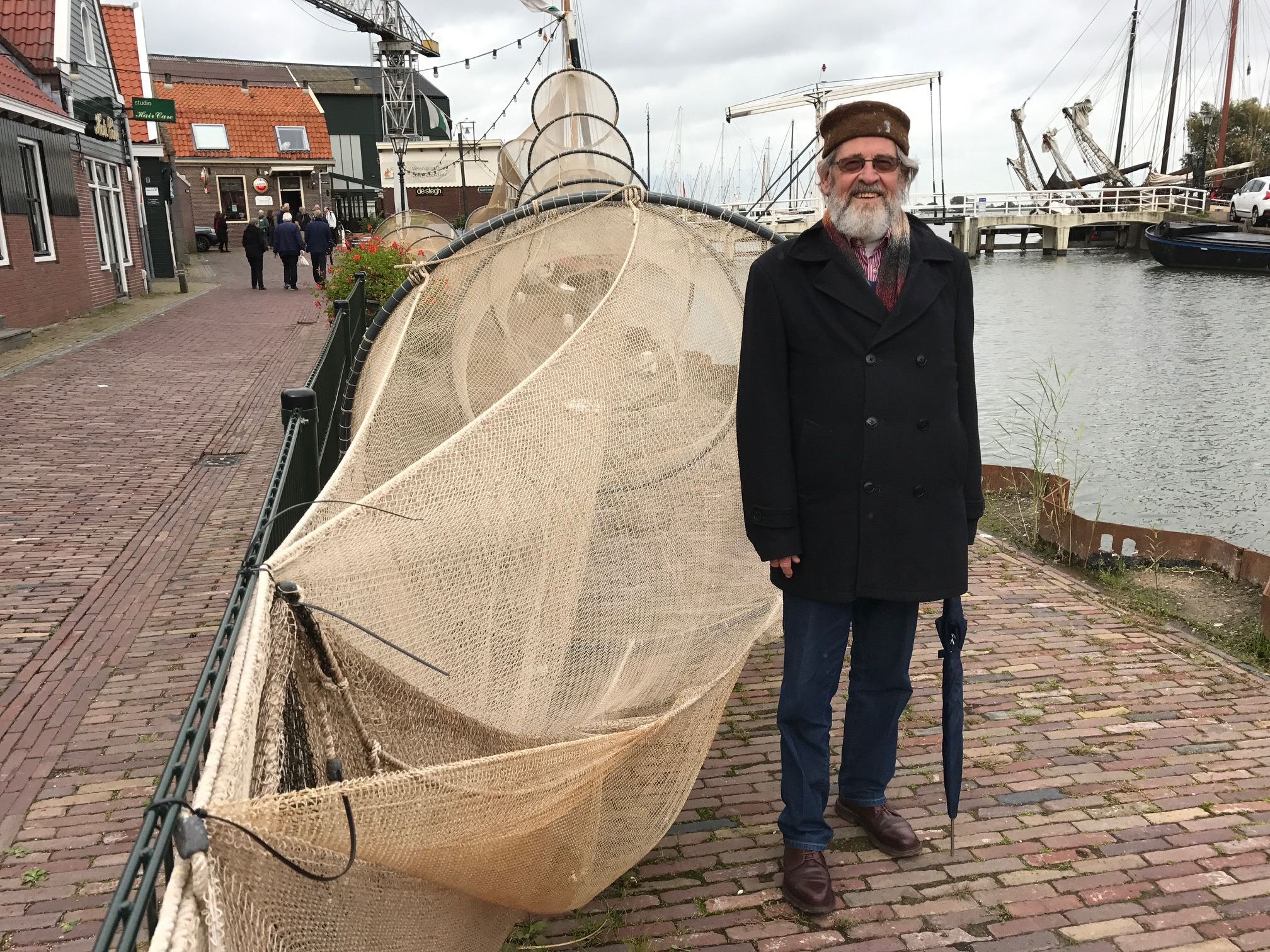
Vuyk in 2017

## De (Nieuwe) Letterlievende Fuik

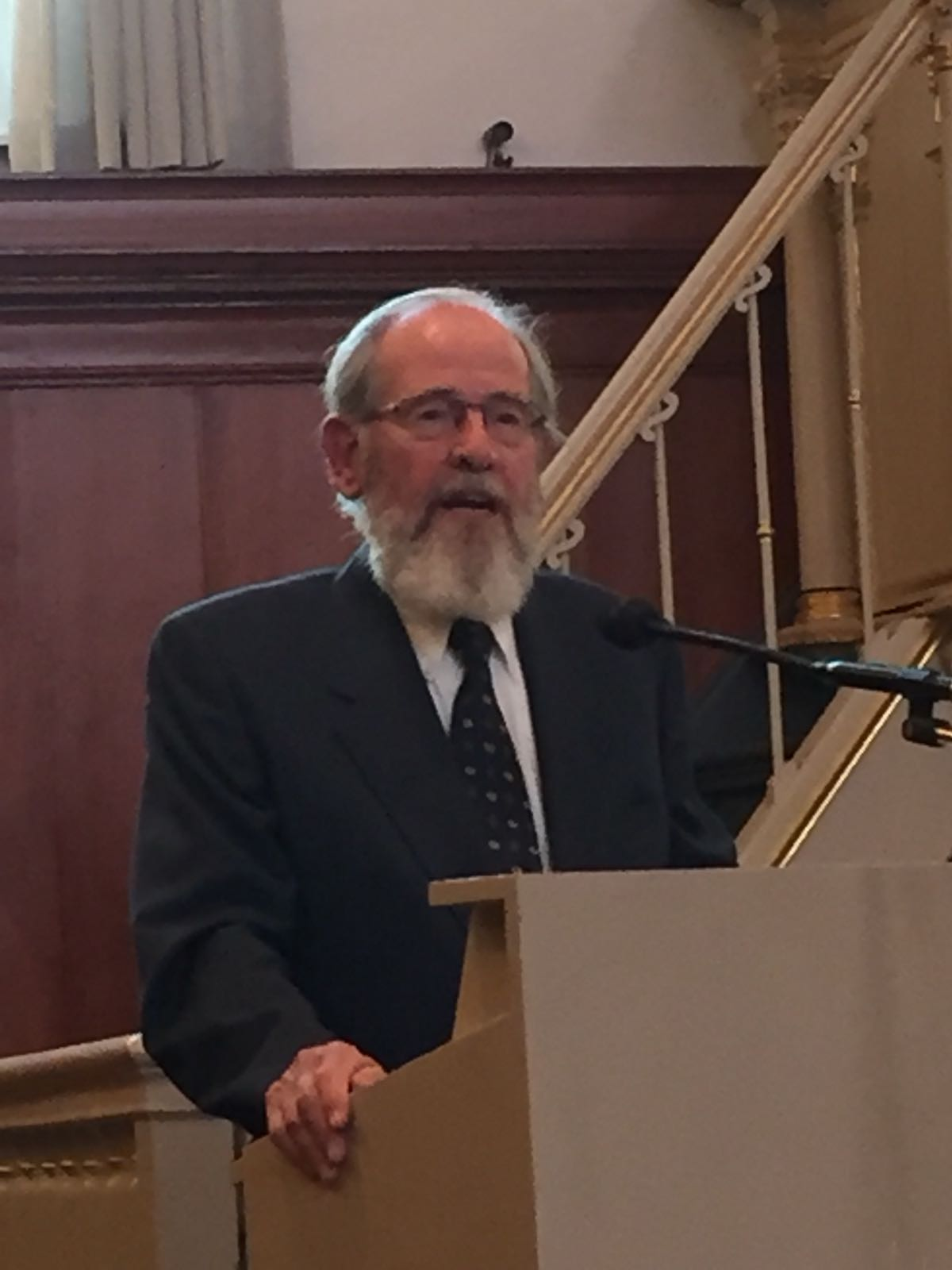
Vuyk in 2018

1. 2008. 'De boekenkast van mijn vader'. 'De gelukkige klas van Jan Lighthart'. 'Tante Corrie'. 'Makke schapen in een Drents moeras'. 'Maarten 't Hart vliegt door de achttiende eeuw'. 'Over Blokker gesproken'. 'Uit het hoofd, uit het hart'. 'Vergeten dichters'. 'Een monument voor Condorcet'. 'Huiveringwekkende schoonheid over de oorlog'. 'Het vakantieboek'. 'De romans van Daniël Dafoe.
2. 2009. 'De teloorgang van de eerste remonstrantse gemeente van Vlaardingen (1632-1806). De patriot Cornelius Rogge preekt voor de laatste Arminianen aan de Kuiperstraat (1785)', "De tijd verstrijkt, maar de Geest waait waarheen hij wil".
3. 2010. 'Het verdwenen huis in Borgele', 'Wilmans, de bevlogen bestuurder', 'Aarnout, de vredelievende volksopvoeder', 'Henk, de provocerende pedagoog', 'Jonnie, mijn heldhaftige huisknecht', 'Jan Willem, de puntuele prediker'.
4. 2012. 'De erfenis'.
5. 2013. 'Metabletica-van den Berg'. 'Joop (den Uyl)'. 'Albert Schweitzer und die Spätaufklarärung (Jan Konijnenberg)'.
6. 2014. 'Requiem voor Mabulah', extra nummer 2014. Levensverhaal van vijftien jaar 'partnership in vriendschap en zaken'.
7. 2014. 'Wat wil je worden?'. 'Georg Foster in Amsterdam'.
8. 2015. 'De Quisque-inauguratie van 1951'. 'Drie verdwenen documenten van het remonstrantisme'.
9. 2016. 'Is Nederland (nog) een christelijke natie?'. 'Lief en leed rond Oudjaar (fragmenten van een familiegeschiedenis)'.
10. 2017. 'Mijn gang door het ouderwetse gymnasium. Een groepsportret (1944-1951)'.  'Voltaires Candide'.
11. 2018. Vertaling van 'Jesus, Eckstein einer consequenten Gott-vorstellung' en memorandum 'Der Weg der Fluchtlinge zwischen kranken Zivilisationen' (met biografie en inleiding over Gottfried Edel)Vuyk in 2018

## Externe bronnen
- Website Bibliotheek NL
- Website Akademie fur Weltkultur
- Website Gottfried Edel

- Bibliothèque nationale de France: cb14506955s (data)
- Digitale Bibliotheek voor de Nederlandse Letteren: vuyk002
- Gemeinsame Normdatei: 1145994628
- International Standard Name Identifier: 0000 0000 3104 1471
- Library of Congress Control Number: n96029786
- Nederlandse Thesaurus van Auteursnamen: 120363356
- Virtual International Authority File: 37147971
- WorldCat: E39PBJB4fBkYyRmgY8kQGPDQbd